# Marcin Wełnicki
Marcin Tomasz Wełnicki (ur. 1983) – polski lekarz, specjalista chorób wewnętrznych i farmakologii klinicznej, doktor habilitowany nauk medycznych.

## Życiorys
W 2008 ukończył studia w II Wydziale Lekarskim Warszawskiego Uniwersytetu Medycznego. Specjalista w dziedzinie chorób wewnętrznych (2015) i farmakologii klinicznej (2020).
Stopień doktora nauk medycznych uzyskał w 2016 w Warszawskim Uniwersytecie Medycznym na podstawie rozprawy pt. Analiza profilu metabolicznego pacjentów z przewlekłą niewydolnością serca i współistniejącym migotaniem przedsionków, której promotorem był Artur Mamcarz. W tej samej uczelni w 2023 na podstawie dorobku i osiągnięcia naukowego pt. Występowanie i znaczenie hiperurykemii w populacji osób z bardzo wysokim ryzykiem sercowo-naczyniowym i migotaniem przedsionków uzyskał stopień doktora habilitowanego w dziedzinie nauk medycznych i nauk o zdrowiu w dyscyplinie nauki medyczne.
Zawodowo związany z III Kliniką Chorób Wewnętrznych i Kardiologii Warszawskiego Uniwersytetu Medycznego.
Członek towarzystw naukowych, w tym m.in. Polskiego Towarzystwa Farmakologii Kliicznej i Terapii (członek zarządu), Polskiego Towarzystwa Kardiologicznego, Europejskiego Towarzystwa Kardiologicznego oraz Polskiego Towarzystwa Medycyny Stylu Życia.
Autor lub współautor ponad 100 publikacji i doniesień zjazdowych.